# Elusa innotata
Elusa innotata är en fjärilsart som beskrevs av W. Warren 1913. Elusa innotata ingår i släktet Elusa och familjen nattflyn. Inga underarter finns listade i Catalogue of Life.